# Vallespir
El Vallespir es una comarca natural e histórica fronteriza, situada en el sur de Francia, en el departamento de Pirineos Orientales, en la Región  de Occitania, tal como fue definida por Joan Becat en el Atlas de Catalunya Nord en 1977. Antes del siglo XVII perteneció al condado del Rosellón. Su capital es Céret. Esta comarca fronteriza francesa limita al sur con las comarcas gerundenses del Alto Ampurdán, La Garrocha, el Ripollés, de la provincia de Gerona en España, así como con las comarcas históricas del Conflent y el Rosellón, en Francia.
El Vallespir constituye un valle, en dirección suroeste-nordeste, recorrido por el curso alto del río Tec.

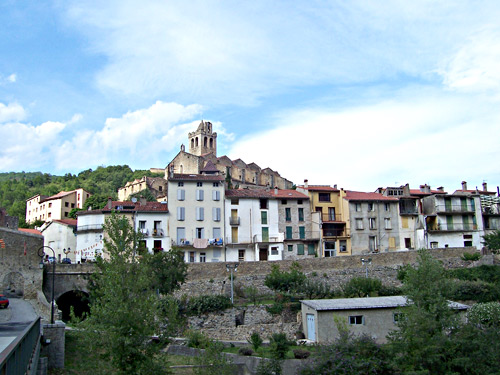
Prats-de-Mollo.

## Municipios del Vallespir
| - L'Albère (L'Albera en catalán) - Arles-sur-Tech (Arles) - Amélie-les-Bains-Palalda (Els Banys d'Arles) - Céret (Ceret) - Les Cluses (Les Cluses) - Corsavy (Cortsaví) - Coustouges (Costoja) - Lamanère (La Menera) - Montbolo (Montboló) - Montferrer (Montferrer) - Maureillas-las-Illas (Morellàs i les Illes) - Le Perthus (El Pertús) - Prats-de-Mollo-la-Preste (Prats de Molló i la Presta) - Reynès (Reiners) - Saint-Jean-Pla-de-Corts (Sant Joan de Pladecorts) - Saint-Laurent-de-Cerdans (Sant Llorenç de Cerdans) - Serralongue (Serrallonga) - Le Tech (El Tec) |

## Historia

### Vizcondado de Vallespir
El vizcondado de Vallespir surge en el 990. Se titulaba así al señor de Cameles, Ansemundo, de cuya existencia existen documentos ya en 941. De su matrimonio con Quixol tuvo un hijo, Santy Sentill, que en 990 o quizá algo después se construyó un castillo en Cameles en el solar del castillo ya existente. Por ello se le llama Castell Nou (en castellano: Castillo Nuevo). Sentill se casó con Adelaida Gardoll. Le sucedió su hijo Guillem I hacia el año 1000. Guillermo I murió en 1028. Fue el último noble que tomó el título de vizconde de Vallespir. Los vizcondes van a pasar a ejercer como señores feudales y con este cambio tomarán el nombre de su castillo principal. En 1020, en el testamento de Bernardo I de Besalú, se menciona a Guillermo como vizconde de Castellnou.

### Unión de Vallespir a los condados de Rosellón y Besalú
La comarca de Vallespir dependía del obispado de Elna y formó parte del condado del Rosellón desde su creación. En 990 Oliba Cabreta ocupó esta región y la unió al condado de Besalú con la cual pasó al condado de Barcelona en 1111. En 1172, al morir el conde Gerardo II de Rosellón, dejó en su testamento establecido que el Rosellón «todo íntegramente lo doy a mi señor el rey de los aragoneses» Alfonso II, quien fue aceptado como rey en Perpiñán.

### Restauración de la unión entre el Rosellón y Vallespir
Al restaurarse el Rosellón como jurisdicción feudal en 1212 para Nuño Sánchez (sobrino de Alfonso II el Casto), tras ser nombrado señor del Rosellón por su primo Pedro II de Aragón, Vallespir formó parte del mismo y su gobierno fue confiado a un veguer, cargo que recayó en el vizconde de Castellnou, y más tarde, casi antes de extinguirse los Castellnou en la primera mitad del siglo XIV, fue rebajado su rango al de una subveguería de la del Rosellón, que pasó a llamarse Vegueria del Rosselló i el Vallespir (Veguería de Rosellón y Vallespir).

### Vizcondes
- Ansemundo c. 941-990
- Sentill c.990-1000
- Guillermo I c. 1000-1028
- Vizcondado de Castellnou desde 1020